# Стиверн, Бермейн
Бе́рмейн Стивёрн (англ. Bermane Stiverne; родился 1 ноября 1978, Ла Плаин, Республика Гаити) — канадский боксёр-профессионал, гаитянского происхождения, выступающий в тяжёлой весовой категории. Среди профессионалов бывший чемпион мира по версии WBC (2014—2015) в тяжёлом весе.

## Любительская карьера
Бермейн Стиверн в любителях провёл 59 боёв, выходя преимущественно на титульные турниры. Шестикратный Чемпион турнира Золотые Перчатки Квебека(1999—2005). Член сборной Канады (2003 −2005). Серебряный призёр Канады 2005 года, и дважды бронзовый, 2003 и 2004 годов. В его любительской карьере громкие победы над Виктором Бисбалем (по очкам), Робертом Хелениусом (по очкам), Дэвидом Прайсом (нокаутом). Стиверн не смог участвовать в олимпийских играх, так как по решению судей проиграл бой Джорджу Гарсии, хотя трижды отправлял его в нокдаун. После этого, Стиверн перешёл в профессионалы.

## Профессиональная карьера
В 2005 году Бермейн перешёл в профессиональный бокс, под попечительство известного промоутера Дона Кинга.
Бермейн провёл 12 боёв подряд, все выиграл нокаутом, преимущественно в первом раунде.

### Бой с Франклином Лоуренсом
К своему 7-му поединку он вышел против непобеждённого проспекта, американца Франклина Лоуренса, но на первой минуте первого раунда Лоуренс повредил руку и Стиверну была засчитана победа техническим нокаутом.

### Бой с Деметрисом Кингом
7 июля 2007 года встретился с Деметрисом Кингом. В конце 1 раунда Стиверн правым хуком в голову отправил Кинга в нокдаун. Кинг поднялся на счет 9. В 4 раунде Кинг болтанул Стиверна и загнал его в угол. Стиверн впал в состояние грогги. Кинг продолжил наносить удары. Рефери вмешался и прекратил бой. Стиверн не согласился с решением рефери.
Стиверн не отчаялся, и продолжил побеждать, нокаутировал непобеждённого проспекта Бреда Грегори в первом раунде, свёл вничью бой с джорнименом Чарльзом Дэвисом, победил по очкам Роберта Хоукинса.

### Бой с Кертсоном Мансвеллом
В январе 2011 года за вакантный интернациональный пояс WBC, встретился с неимеющим поражений боксёром с хорошей любительской школой, Кертсоном Мансвеллом. Мансвелл был фаворитом и был более известным нежели Стивёрн, но канадец нокаутировал во 2-м раунде непобеждённого Кертсона Мансуэлла (20-0) и это подняло его в рейтинге Всемирного боксёрского совета. И после этого вышел на бой за звание обязательного претендента на титул чемпиона WBC.

### Претендентский бой с Рэем Остином
25 июня 2011 года Стиверн встретился с известным американским боксёром, Рэем Остином, в бою за титул обязательного претендента по версии WBC. Бой проходил плавно, с преимуществом Остина. К 10-му раунду Стиверн выиграл в общей сложности только 2-й, 7-й и 8-й раунды. Остальные были на стороне американца. Стиверн действовал менее активно, выматывая соперника. В начале 10-го раунда, Стиверн сделал очень быструю и мощную атаку, провёл обманный резкий левый хук, после которого Остин попятился назад, Стиверн быстро наступил, провёл левый хук, от которого Рэй Остин пошатнулся и наклонился, и мощным правым хуком ударил в верхнюю часть левого виска Остина, отправив тут же американца на канвас. Остин встал на счёт 9, но рефери глядя в глаза американцу, остановил поединок. Остин не согласился с решением.
Выйти на титульный поединок у Стиверна не вышло, и в апреле 2012 года, он провёл рейтинговый бой против джорнимена, Вилли Херинга, которого победил по очкам в 8-раундовом бою.

### Претендентский бой с Крисом Арреолой
Изначально поединок был запланирован на 22 ноября 2012 года. Тендер на проведение поединка выиграл Дон Кинг со ставкой 1,1 миллиона долларов на аукционе торгов боя 29 сентября. 18 октября стала известна дата и страна проведения поединка. Бой назначили на 15 декабря 2012 года в Венесуэле. В ноябре сменилась дата боя. Причиной переноса стало то, что промоутер Стиверна, Дон Кинг, не смог привлечь инвесторов для оплаты гонораров обоим боксерам, которые в сумме должны были составить 1,1 миллиона долларов — такую сумму знаменитый промоутер указал в своей заявке на торгах, и право организации боя перешло к промоутеру, заявка которого заняла второе место в торгах — Дэну Гуссену, предложившему ровно вдвое меньшую сумму — 550 тысяч долларов. 55 % от этой суммы (302 500 долларов) получит Крис Арреола, а 45 % (247 500 долларов) достанутся Бермейну Стиверну. Также сменился и статус поединка. Теперь он значился как полуфинальный бой турнира WBC. Позже Андре Уорд, в андеркарте боя которого должен был состояться поединок Стиверна с Арреолой, получил травму. Бои перенесли на 23 февраля 2013 года. За две недели до боя Арреола получил травму, и поединок в очередной раз был перенесён.
27 апреля 2013 года состоялся долгожданный поединок Бермейна Стиверна и Криса Арреолы. Первые два раунда прошли с небольшим преимуществом американца. То же случилось и в третьем раунде, но в конце третьего раунда Стиверн неожиданно правым кроссом отправил Арреолу в нокдаун. В следующих раундах канадец взял почти все, и хоть Арреола пытался контратаковать, Стиверн переламывал большинство атак и уверенно прессинговал фаворита. Бермейн Стиверн победил по очкам единогласным решением и завоевал право встретиться с Виталием Кличко.

### Чемпионский бой с Крисом Арреолой 2
После решения Виталия Кличко заняться политикой и оставить бокс, титул чемпиона мира по версии WBC в супертяжелом весе оказался вакантным. Крис Арреола после первого поражения Стиверну вышел на рейтинговый бой в котором победил американца Сета Митчелла и поднялся на вторую строчку рейтинга WBC, что снова сделало его претендентом на чемпионский бой.
10 мая 2014 года в поединке за вакантный титул чемпиона мира снова сошлись Бермейн Стивёрн и Крис Арреола. В 6-м раунде после мощного правого бокового удара, Арреола оказался в нокдауне. В следующей серии ударов, Стиверн снова отправил Арреолу на канвас. Рефери вновь предоставил возможность американцу продолжить бой, но Стивёрн снова начал сокрушать Арреолу, ноги американца подогнулись и от очередного падения его спасло вмешательство рефери который прекратил поединок зафиксировав победу техническим нокаутом. Бермейн Стиверн стал новым чемпионом мира в тяжёлом весе по версии WBC.

### Бой с Деонтеем Уайлдером
17 января 2015 года на арене MGM Grand в Лас-Вегасе состоялся бой Бермейна с обязательным претендентом американцем Деонтеем Уайлдером. Поединок начался с размена ударами в первых раундах, преимущество в котором было на стороне Уайлдера. Более высокий американец контролировал соперника за счёт дальнего джеба, пока Стиверн пытался прорваться на ближнюю дистанцию. Во втором, пятом и седьмом раундах, Уайлдер сильно потрясал Стиверна, но чемпион удерживался на ногах. В итоге бой продлился все 12 раундов и завершился победой Уайлдера единогласным решением судей — 118:109, 119:108 и 120:107.
Таким образом Уайлдер стал чемпионом мира, впервые в профессиональной карьере не сумев нокаутировать соперника. Позже Уайлдер заявил, что в первой половине поединка травмировал правую руку, и за день до боя травмировал правый глаз.
После боя Бермейна Стиверна доставили в больницу, врачи выяснили, что у него сильное обезвоживание организма.

### Бой с Дериком Росси
14 ноября 2015 года встретился с Дерриком Росси. Стиверн уже в первом раунде нарвался на правый соперника и оказался в нокдауне. Однако, впоследствии Бермейн не допускал серьёзных проколов и благодаря более ощутимым попаданиям праздновал победу со счётом 96-93, 96-93 и 95-94.

### Возможные бои
15 мая 2016 года чемпион мира по версии WBC Деонтей Уайлдер получил право провести добровольную защиту своего титула, но травмировал правую руку и будет неактивным до какого-то времени в 2017 году. Согласно постановлению WBC, первый номер рейтинга россиянин Александр Поветкин и второй номер Бермейн Стиверн должны были разыграть между собой титул временного чемпиона. 14 ноября стало известно, что допинг-проба Бермейна Стиверна дала положительный результат на метилгексанамин, но WBC не дисквалифицировал Стиверна, а лишь обязал его заплатить штраф в 75 тыс. долларов и назначил ему 40 часов общественных работ, нацеленных на пропаганду борьбы с допингом в рамках программы WBC «Чистый бокс». Рано утром 17 декабря 2016 года из офиса WBC пришло уведомление о положительном допинг-тесте в третьей из четырёх допинг-проб, которые сдавал Поветкин перед боем. Взятая «Ассоциацией по добровольному тестированию на допинг» (Voluntary Anti-Doping Association (VADA)) у Поветкина 6 декабря 2016 года допинг-проба показала наличие ничтожно малого количества запрещённого препарата остарина — 10 пикограмм на миллилитр (пикограмм — одна триллионная часть грамма). Санкция WBC на бой в Екатеринбурге была отозвана, а сам российский боксёр был временно дисквалифицирован до вскрытия пробы B. Бой мог состояться без разыгрывания титула, но Стиверн отказался от боя и вместо него вышел Жоан Дюапа.
После отмены боя Стиверна с Поветкиным британский боксер Диллиан Уайт изъявлял желание провести поединок с Бермейном Стиверном, в котором будет разыгран статус обязательного претендента на поединок против Деонтея Уайлдера.
После дисквалификации Александра Поветкина Всемирный боксерский совет обязал определить в противостоянии между первым и вторым номерами рейтинга Бермейном Стиверном и Луисом Ортисом официального претендента для действующего чемпиона мира в тяжелом весе по этой версии Деонтея Уайлдера. Но Стиверн неожиданно отказался от такого варианта, заявив: «Боя между мной и Ортисом не будет. Для меня есть рыба покрупнее».

### Реванш с Деонтеем Уайлдером
Бой начался в довольно скучной манере, Уайлдер пристреливался джебами, а Стиверн практически ничего не делая монотонно двигался вперед. Все это продолжалось до того момента, когда мощнейшая двойка не влетела в голову канадца и тот рухнул на канвас. Стиверн сумел подняться и продолжить поединок, но это было лишь началом конца. После еще одного нокдауна «Бронзовый бомбардировщик» добил своего оппонента, сделав в этой в уверенной и пафосной манере. Согласно данным Compubox, Стиверн был чрезвычайно пассивен и выбросил за почти три минуты боя всего четыре удара, ни один из которых не достиг цели. Уайлдер выбросил 39 ударов, 15 из которых достигли цели.

### Бой с Джозефом Джойсом
23 февраля состоялся поединок. Джойс со старта работал первым номером, пользуясь габаритами. Стиверн выступил с рекордным весом в карьере и был малоподвижен, в результате чего пропускал многоударные комбинации. Джойс пропустил несколько тяжёлых ударов справа.
Во втором раунде британец обрушил шквал ударов, преимущественно из боковых и апперкотов. Стиверн оставался на линии атаки, не желая отдавать пространство. Джойс потряс гаитянина, но тот периодически доставал его тяжёлыми ударами справа.
Третий раунд стал для Стиверна опасным: Джойс оттеснил его к канатам и начал забивать. Рефери начал отсчёт стоячего нокдауна. Гаитятин собрался и вернулся в бой, остудив оппонента парой встречных комбинаций.
В четвёртом раунде Джойс начал активную работу по корпусу. Стиверн сосредоточился на защите уклонами и несколько раз зацепил британца справа. В следующем раунде Джойс замедлился, но всё так же доносил огромное число ударов. В шестой трёхминутке Стиверн перестал выбрасывать встречные из-за накопившегося тоннажа. Джойс воспользовался моментом и обрушил на гаитянина град силовых. Рефери принял решение остановить поединок. Стиверн остался на ногах, но против решения не протестовал.
Джойс защитил титул чемпиона Стран Британского Содружества.

### Чемпионский бой с Тревором Брайаном
Фаворит Брайан действовал неспешно, контролировал дистанцию джебом, готовил атаки. 42-летний экс-чемпион мира Стиверн давно миновал лучшие годы. Поэтому пытался минимизировать количество выброшенных ударов в расчёте поймать соперника — лучше всего ему удавались правые оверхэнды. При этом поединок получился вполне конкурентным, особенно его первая половина. Во второй ударов от Стиверна стало ещё меньше. Усталость накапливалась, и уже в 10-м раунде ветеран еле передвигал ноги, отражая лицом многочисленные джебы Брайана. В 11-й трёхминутке американец загнал экс-чемпиона передней рукой в угол ринга, а затем несколько раз кряду разрядил правую пушку — есть нокдаун. Стиверн поднялся на ноги, но вскоре вновь оказался на пятой точке. Рефери зачем-то позволил канадцу продолжить бой, но остановил одностороннее избиение секундами позже.

## Результаты профессиональных боёв
В таблице перечислены результаты всех поединков боксёров.
В каждой строке указан результат поединка. Дополнительно номер поединка обозначен цветом, который обозначает итог поединка. Расшифровка обозначений и цветов представлена в нижеследующей таблице.
| Пример | Расшифровка                     |
| ------ | ------------------------------- |
|        | Победа                          |
|        | Ничья                           |
|        | Поражение                       |
|        | Планируемый поединок            |
|        | Поединок признан несостоявшимся |
| КО     | Нокаут                          |
| ТКО    | Технический нокаут              |
| PTS    | Решение судей (по очкам)        |
| UD     | Единогласное решение судей      |
| MD     | Решение большинства судей       |
| SD     | Раздельное решение судей        |
| RTD    | Отказ от продолжения боя        |
| DQ     | Дисквалификация                 |
| NC     | Поединок признан несостоявшимся |

| 31 поединок, 25 побед (21 нокаутом), 1 ничья, 5 поражений. | 31 поединок, 25 побед (21 нокаутом), 1 ничья, 5 поражений. | 31 поединок, 25 побед (21 нокаутом), 1 ничья, 5 поражений. | 31 поединок, 25 побед (21 нокаутом), 1 ничья, 5 поражений. | 31 поединок, 25 побед (21 нокаутом), 1 ничья, 5 поражений. | 31 поединок, 25 побед (21 нокаутом), 1 ничья, 5 поражений. | 31 поединок, 25 побед (21 нокаутом), 1 ничья, 5 поражений.                                                        |
| Результат                                                  | Соперник                                                   | Тип                                                        | Раунд, время                                               | Дата боя                                                   | Место проведения боя                                       | Дополнительно |
| ---------------------------------------------------------- | ---------------------------------------------------------- | ---------------------------------------------------------- | ---------------------------------------------------------- | ---------------------------------------------------------- | ---------------------------------------------------------- | --- |
| 25-5-1                                                     | Тревор Брайан (20-0)                                       | ТКО                                                        | 11 (12), 1:26                                              | 29 января 2021                                             | Seminole Hard Rock Hotel & Casino, Холливуд, Флорида, США  | Бой за вакантный титул регулярного чемпиона мира по версии WBA в тяжёлом весе.                                    |
| 25-4-1                                                     | Джозеф Джойс (7-0)                                         | TKO                                                        | 6 (12), 2:20                                               | 23 февраля 2019                                            | O2 Арена, Лондон, Великобритания                           | |
| 25-3-1                                                     | Деонтей Уайлдер (2) (38-0)                                 | KO                                                         | 1 (12), 2:59                                               | 4 ноября 2017                                              | Барклайс-центр, Бруклин, Нью-Йорк, США                     | Бой за титул чемпиона мира по версии WBC (6-я защита Уайлдера).                                                   |
| 25-2-1                                                     | Деррик Росси (30-10)                                       | UD                                                         | 10                                                         | 14 ноября 2015                                             | Лас-Вегас, США                                             | Счёт судей: 96-93 96-93 95-94.                                                                                    |
| 24-2-1                                                     | Деонтей Уайлдер (32-0)                                     | UD                                                         | 12                                                         | 17 января 2015                                             | Лас-Вегас, США                                             | Потерял титул чемпиона мира по версии WBC (1-я защита Стиверна).                                                  |
| 24-1-1                                                     | Крис Арреола (2) (35-3)                                    | TKO                                                        | 6 (12), 1:02                                               | 10 мая 2014                                                | Лос-Анджелес, США                                          | Завоевал вакантный титул чемпиона мира по версии WBC. Арреола дважды был в нокдауне в 6 раунде.                   |
| 23-1-1                                                     | Крис Арреола (34-2)                                        | UD                                                         | 12                                                         | 27 апреля 2013                                             | Онтэрио, Калифорния, США                                   | Счёт судей: 117-110, 117-110, 118-109. Завоевал вакантный титул WBC Silver. Арреола в нокдауне в 3 раунде.        |
| 22-1-1                                                     | Уилли Херринг (13-10-3)                                    | UD                                                         | 8                                                          | 14 апреля 2012                                             | Майами, Флорида, США                                       | Счёт судей: 79-73, 79-73, 79-73.                                                                                  |
| 21-1-1                                                     | Рэй Остин (28-5-4)                                         | TKO                                                        | 10 (12), 0:43                                              | 25 июня 2011                                               | Миссури, США                                               | Завоевал вакантный титул WBC Silver, претендентский бой WBC. Остин оштрафован в 4 раунде, в нокдауне в 10 раунде. |
| 20-1-1                                                     | Кертсон Мансвелл (20-0)                                    | ТKO                                                        | 2 (10), 1:52                                               | 29 января 2011                                             | Понтиак, Мичиган, США                                      | Завоевал вакантные титулы WBC International, WBC United States и WBA Fedelatin.                                   |